# Húnaþing vestra
Húnaþing vestra é um município na Islândia. Em 2019 tinha uma população estimada em 1.210 habitantes.